# Patinação artística nos Jogos Olímpicos de Inverno de 2002 - Dança no gelo
A competição dança no gelo da patinação artística nos Jogos Olímpicos de Inverno de 2002 foi disputado no dia 18 de fevereiro entre 24 duplas.

## Medalhistas
| Ouro   | FRA Marina Anissina / Gwendal Peizerat      |
| Prata  | RUS Irina Lobacheva / Ilia Averbukh         |
| Bronze | ITA Barbara Fusar Poli / Maurizio Margaglio |

## Resultados
| #  | Dupla                                   | País                | Pontos | CD1 | CD2 | OD | FD |
| -- | --------------------------------------- | ------------------- | ------ | --- | --- | -- | -- |
|    | Marina Anissina / Gwendal Peizerat      | FRA França          | 2.0    | 1   | 1   | 1  | 1  |
|    | Irina Lobacheva / Ilia Averbukh         | RUS Rússia          | 4.0    | 2   | 2   | 2  | 2  |
|    | Barbara Fusar Poli / Maurizio Margaglio | ITA Itália          | 6.0    | 3   | 3   | 3  | 3  |
| 4  | Shae-Lynn Bourne / Victor Kraatz        | CAN Canadá          | 8.0    | 4   | 4   | 4  | 4  |
| 5  | Margarita Drobiazko / Povilas Vanagas   | LTU Lituânia        | 10.0   | 5   | 5   | 5  | 5  |
| 6  | Galit Chait / Sergei Sakhnovski         | ISR Israel          | 12.0   | 6   | 6   | 6  | 6  |
| 7  | Albena Denkova / Maxim Staviyski        | BUL Bulgária        | 14.0   | 7   | 7   | 7  | 7  |
| 8  | Kati Winkler / Rene Lohse               | GER Alemanha        | 16.0   | 8   | 8   | 8  | 8  |
| 9  | Elena Grushina / Ruslan Goncharov       | UKR Ucrânia         | 19.0   | 10  | 10  | 10 | 9  |
| 10 | Tatiana Navka / Roman Kostomarov        | RUS Rússia          | 19.0   | 9   | 9   | 9  | 10 |
| 11 | Naomi Lang / Peter Tchernyshev          | USA Estados Unidos  | 22.2   | 12  | 11  | 11 | 11 |
| 12 | Marie-France Dubreuil / Patrice Lauzon  | CAN Canadá          | 23.8   | 11  | 12  | 12 | 12 |
| 13 | Sylwia Nowak / Sebastian Kolasinski     | POL Polônia         | 26.0   | 13  | 13  | 13 | 13 |
| 14 | Eliane Hugentobler / Daniel Hugentobler | SUI Suíça           | 28.4   | 15  | 15  | 14 | 14 |
| 15 | Marika Humphreys / Vitali Baranov       | GBR Grã-Bretanha    | 30.4   | 16  | 16  | 15 | 15 |
| 16 | Isabelle Delobel / Olivier Schoenfelder | FRA França          | 31.2   | 14  | 14  | 16 | 16 |
| 17 | Kristin Fraser / Igor Lukanin           | AZE Azerbaijão      | 34.6   | 17  | 17  | 18 | 17 |
| 18 | Federica Faiella / Massimo Scali        | ITA Itália          | 35.4   | 18  | 18  | 17 | 18 |
| 19 | Natalia Gudina / Alexei Beletsky        | ISR Israel          | 38.0   | 19  | 19  | 19 | 19 |
| 20 | Katarina Kovalova / David Szurman       | CZE República Checa | 40.4   | 21  | 21  | 20 | 20 |
| 21 | Julia Golovina / Oleg Voiko             | UKR Ucrânia         | 43.4   | 22  | 22  | 21 | 22 |
| 22 | Zhang Weina / Cao Xianming              | CHN China           | 44.0   | 23  | 23  | 23 | 21 |
| 23 | Beata Handra / Charles Sinek            | USA Estados Unidos  | 44.2   | 20  | 20  | 22 | 23 |
| 24 | Yang Tae-Hwa / Lee Chuen-Gun            | KOR Coreia do Sul   | 48.0   | 24  | 24  | 24 | 24 |

Legenda
| Recorde mundial      | Recorde mundial (World record)               |                       | Recorde africano                      | Recorde africano (African) |                                           | Q | Classificado por posição (Qualified) |
| Recorde olímpico     | Recorde olímpico (Olympic record)            | Recorde da América    | Recorde da América (Americas)         | q                          | Classificado por melhor tempo (Qualified) |   |                                      |
| Melhor marca do ano  | Melhor marca do ano (World leading)          | Recorde asiático      | Recorde asiático (Asian)              | DNS                        | Não largou (Did not start)                |   |                                      |
| Recorde nacional     | Recorde nacional (National record)           | Recorde europeu       | Recorde europeu (European)            | DNF                        | Não terminou (Did not finish)             |   |                                      |
| Recorde pessoal      | Recorde pessoal do atleta (Personal best)    | Recorde da Oceania    | Recorde da Oceania (Oceania)          | DSQ / DQ                   | Desclassificado (Disqualified)            |   |                                      |
| Recorde da temporada | Recorde da temporada do atleta (Season best) | Recorde sul-americano | Recorde sul-americano (South America) | NM                         | Sem marca (No mark)                       |   |                                      |